# Kurpark (Baden)

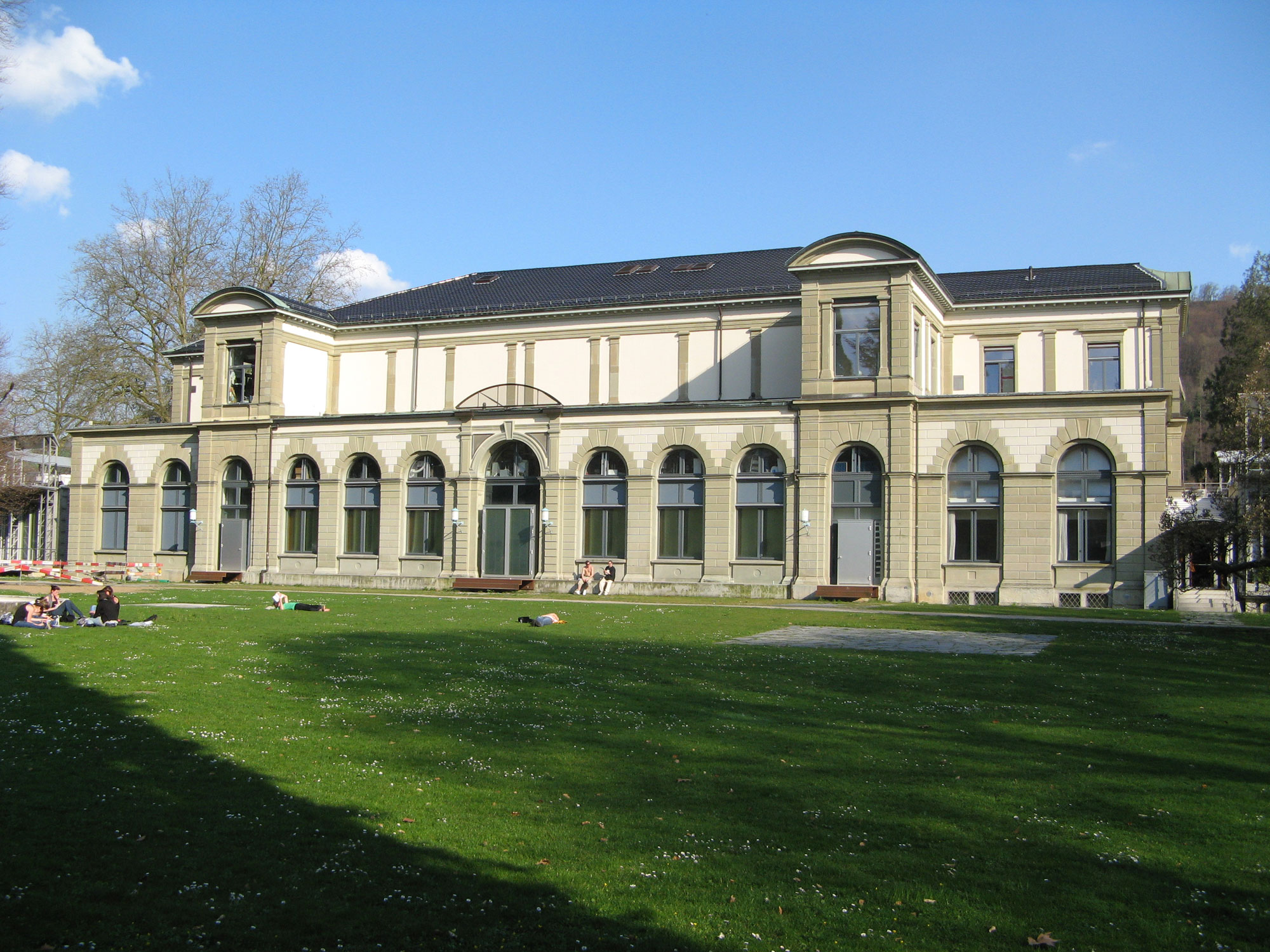
Kursaal

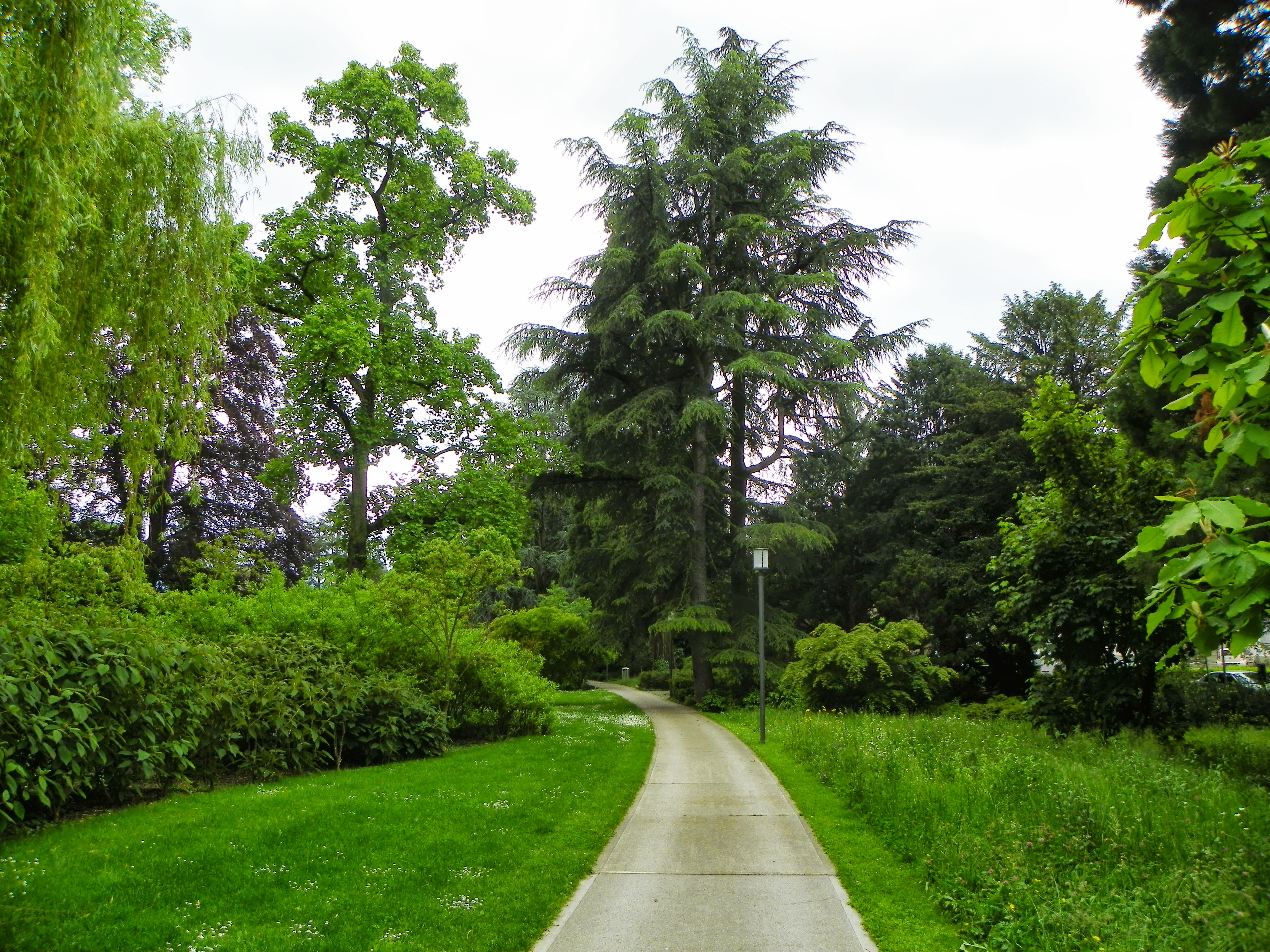
Spazierweg im Kurpark

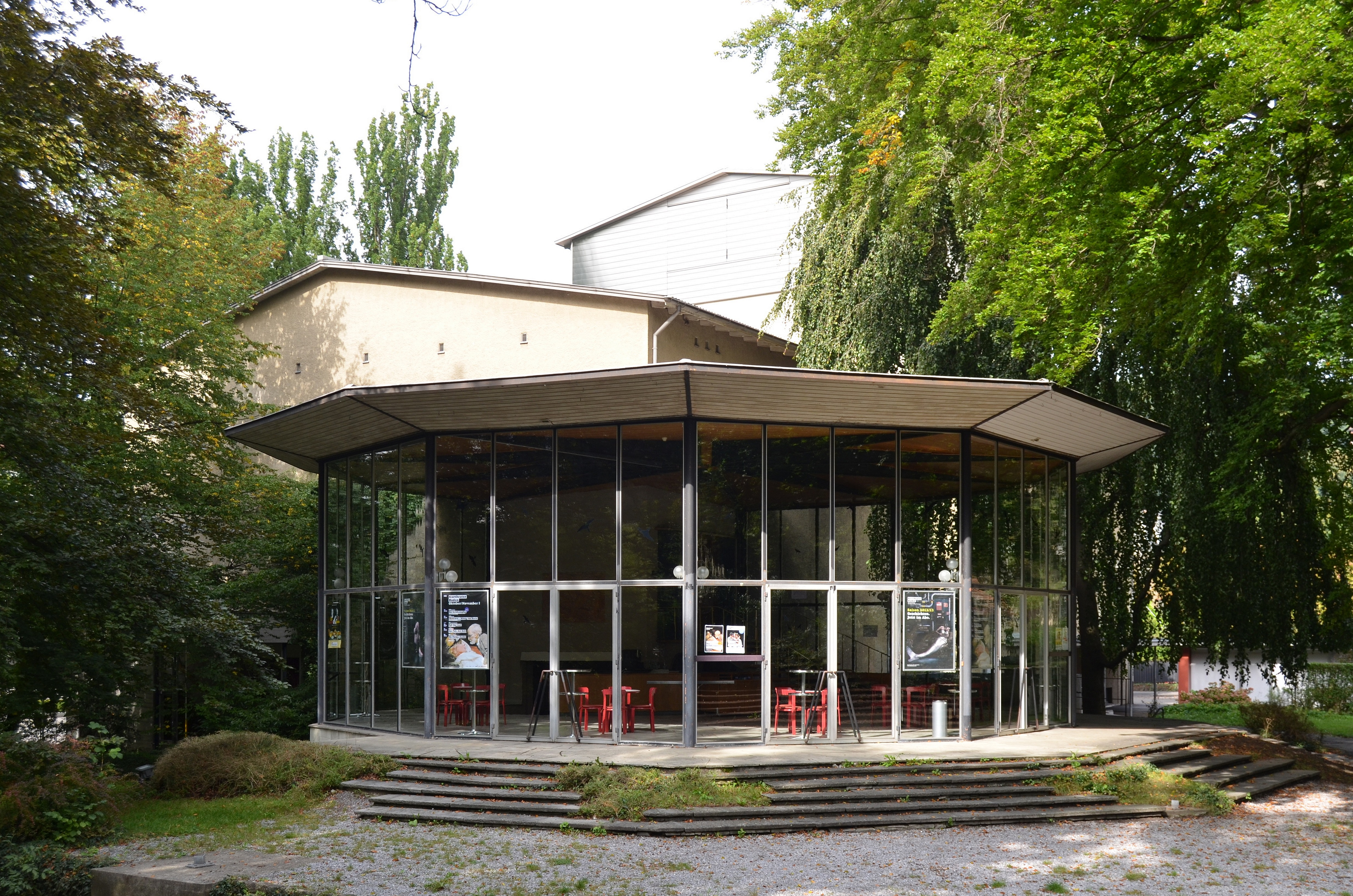
Kurtheater

Der Kurpark ist ein Park in Baden im Kanton Aargau, der im Stil eines englischen Landschaftsgartens angelegt ist. Er entstand in den 1870er Jahren, um den Tourismus in den Badener Thermalbädern zu fördern.

## Anlage
Der Park liegt nördlich des Stadtzentrums am Rande der Haselfeld-Ebene. Er ist etwa 240 m × 150 m gross und gegen Nordosten durch eine Böschung vom historischen Bäderquartier abgegrenzt. Die südliche Hälfte des Parks wird durch den 1875 erbauten Kursaal dominiert, der heute das Grand Casino Baden beherbergt. In der nordwestlichen Ecke des Parks steht das 1952 errichtete Kurtheater Baden, gegenüber der südwestlichen Ecke die Badener Synagoge.
Zwischen Kursaal und Kurtheater befindet sich ein kleiner Weiher. Die originale gartenbauliche Gestaltung des Parks ist zwar nur noch zum Teil vorhanden, doch besitzt der Baumbestand aufgrund seiner Artenvielfalt eine überregionale Bedeutung. Zu den hier vorhandenen Arten gehören u. a. Blutbuche, Ginkgo, Lawsons Scheinzypresse, Riesen-Lebensbaum, Riesenmammutbaum, Farnblättrige Rotbuche und Schwarznuss.

## Geschichte

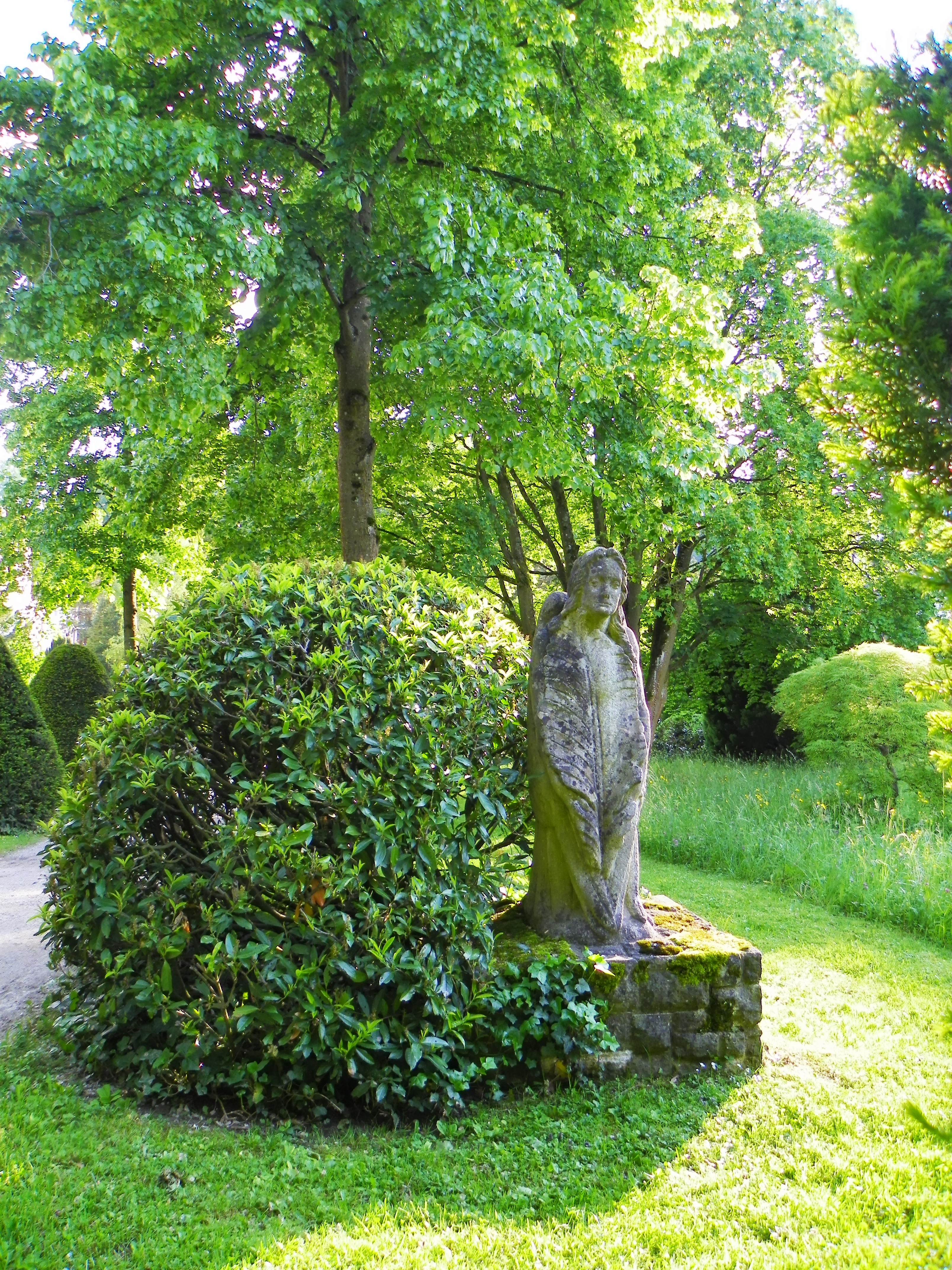
Skulptur im Kurpark

1865 schlossen sich die Hotelbetreiber des Bäderquartiers zum Kurverein zusammen. Dessen Ziel war es, ein «Konversationsgebäude» zu errichten, mit dem die kulturellen Bedürfnisse der Kurgäste befriedigt werden sollten. Ein Jahr später bat der Kurverein den renommierten Architekten Gottfried Semper um ein Gutachten. Er präsentierte jedoch gleich ein detailliertes Bauprojekt mitsamt Gestaltungsplan für den Kurpark und bewarb sich direkt um den Auftrag. Semper schlug auch den Bau eines Zoos mitsamt Volieren und eines Botanischen Gartens vor. Seine Kostenschätzungen gingen weit über die finanziellen Vorstellungen des Kurvereins hinaus. 1871 führte er einen Wettbewerb durch, den Robert Moser für sich entschied. Das für den Park vorgesehene Areal war bis dahin landwirtschaftlich genutzt worden und war über anderthalb Jahrtausende zuvor Standort der römischen Siedlung Aquae Helveticae gewesen. Bei den 1872 begonnenen Bau- und Umgestaltungsarbeiten stiess man wiederholt auf römische Artefakte, mit denen man aber wenig fachgerecht umging.
1875 waren Kursaal und Park fertiggestellt. Bei der Parkgestaltung hielt sich Moser weitgehend an Sempers Ideen, ausserdem liess er sich vom Zürcher Stadtgärtner Rudolf Blattner beraten. Charakteristische Merkmale waren ein symmetrisches und dichtes Wegnetz, ein grosszügig angelegter Kiesplatz und eine Reitbahn. Das damalige Erscheinungsbild des Parks hatte wenig mit dem heutigen gemeinsam; so wichen etwa die Beete mit exotischen Pflanzen später einer einfachen Rasenfläche. 1881 beschloss die Ortsbürgergemeinde, die den in Konkurs gegangenen Kurverein als Besitzerin des Parks abgelöst hatte, den Bau eines einfachen Theatergebäudes. Daraufhin errichteten die Architekten Otto Dorer und Adolf Füchslin im Nordteil des Parks einen Heimatstil-Bau aus Backsteinen und Riegelwerk. 1951 wurde das zunehmend marode Gebäude abgerissen und im folgenden Jahr durch das heutige, von Lisbeth Sachs entworfene Kurtheater Baden ersetzt.
Über die Jahrzehnte hinweg erfüllten Kursaal und Park ihren zugedachten Zweck und dienten als gesellschaftlicher Mittelpunkt der Besucher der Thermalbäder. In der 1925 erschienenen Glossensammlung Kurgast schrieb Hermann Hesse über den Kurpark Folgendes:

«Überall schlichen die Kurgäste, sassen müde und etwas krumm gezogen auf grüngestrichenen Ruhebänken, hinkten in Gruppen plaudernd vorüber […] Ach schon diese Stöcke, die man hier überall antraf, diese verflucht ernsthafen Krankenstöcke, welche in unten verbreiterte Gummizwingen ausliefen und sich wie Egel oder Saugwarzen an den Asphalt anzogen!»

Von 2007 bis 2009 wurde der Park saniert, unter anderem durch Neupflanzungen, das Anlegen eines neuen Teichs und die Erneuerung der technischen Anlagen. Die Kantonsarchäologie Aargau führte Sondierbohrungen durch. Sie stiess dabei auf Reste der Römerstrasse, die von Aquae Helveticae nach Turicum (Zürich) führte. In der Nähe des Weihers fand man Reste mehrerer römischer Gebäude aus Fachwerk und Bruchsteinen. Zwei gut erhaltene Töpferöfen aus der Mitte des 1. Jahrhunderts enthielten noch Scherben des letzten Brennguts.